# 2022年馬薩諸塞州州務卿選舉
2022年馬薩諸塞州州務卿選舉將於2022年11月8日舉行，選舉馬薩諸塞州州務卿。現任民主黨州務卿威廉·F·加爾文競選連任。 加爾文自1995年以來一直擔任州務卿。最後一位共和黨人當選馬薩諸塞州州務卿是1949年離任的弗雷德里克·W·庫克。只有庫克有擔任馬薩諸塞州州務卿更長的任期。